# Orso d'argento, gran premio della giuria
L'Orso d'argento, gran premio della giuria (Silberner Bär/Großer Preis der Jury) è un premio assegnato annualmente dalla giuria internazionale del Festival di Berlino. Istituito nel 1957, viene assegnato a uno dei film in competizione ed è considerato il secondo premio per importanza dopo l'Orso d'oro.
Il brasiliano Ruy Guerra e il bosniaco Danis Tanović sono gli unici registi ad aver vinto due volte questo riconoscimento, il primo per I fucili (1964) e La caduta (1978), il secondo per Epizoda u životu berača željeza (2013) e Death in Sarajevo (2016).

## Albo d'oro

### Anni 1950
- 1957[3]: Il bandito di Sierra Morena (Amanecer en puerta oscura), regia di José María Forqué  ·   Spagna/ Italia
- 1958: Due occhi e dodici mani (Do ankhen barah haath), regia di Rajaram Vankudre Shantaram  ·   India
- 1959[4]: non assegnato

### Anni 1960
- 1960: I giochi dell'amore (Les jeux de l'amour), regia di Philippe de Broca  ·   Francia
- 1961
  - Mabu, regia di Kang Dae-jin  ·   Corea del Sud
  - La donna è donna (Une femme est une femme), regia di Jean-Luc Godard  ·   Francia/ Italia
- 1962: I saengmyeong dahadorok, regia di Shin Sang-ok  ·   Corea del Sud
- 1963: The Caretaker - Il guardiano (The Caretaker), regia di Clive Donner  ·   Regno Unito
- 1964: I fucili (Os Fuzis), regia di Ruy Guerra  ·  Brasile/ Argentina
- 1965
  - Repulsione (Repulsion), regia di Roman Polański  ·   Regno Unito
  - Il verde prato dell'amore (Le bonheur), regia di Agnès Varda  ·   Francia
- 1966[5]: Divieto di caccia alle volpi (Schonzeit für Füchse), regia di Peter Schamoni  ·   Germania Ovest
- 1967
  - La collezionista (La collectionneuse), regia di Éric Rohmer  ·   Francia/ Germania Ovest
  - Alle Jahre wieder, regia di Ulrich Schamoni  ·
- 1968
  - Verginità indifesa (Nevinost bez zastite), regia di Dušan Makavejev  ·   Jugoslavia
  - Segni di vita (Lebenszeichen), regia di Werner Herzog  ·   Germania Ovest
  - Come l'amore, regia di Enzo Muzii  ·   Italia

### Anni 1970
- 1971[6]: Il Decameron, regia di Pier Paolo Pasolini  ·   Italia/ Francia/ Germania Ovest
- 1972: Anche i dottori ce l'hanno (The Hospital), regia di Arthur Hiller  ·   Stati Uniti
- 1973: Non c'è fumo senza fuoco (Il n'y a pas de fumée sans feu), regia di André Cayatte  ·   Francia/ Italia
- 1974: L'orologiaio di Saint-Paul (L'horloger de Saint-Paul), regia di Bertrand Tavernier  ·   Francia
- 1975
  - Dupont Lajoie, regia di Yves Boisset  ·   Francia
  - Operazione Overlord (Overlord), regia di Stuart Cooper  ·   Regno Unito
- 1976: Canoa (Canoa: memoria de un hecho vergonzoso), regia di Felipe Cazals  ·   Messico
- 1977: Il diavolo probabilmente (Le Diable probablement), regia di Robert Bresson  ·   Francia
- 1978: La caduta (A queda), regia di Ruy Guerra e Nelson Xavier  ·   Brasile
- 1979: Alessandria perché? (Iskanderija... lih?), regia di Yusuf Shahin  ·   Egitto/ Algeria

### Anni 1980
- 1980: Chiedo asilo, regia di Marco Ferreri  ·   Italia/ Francia
- 1981: In cerca della carestia (Akaler Sandhane), regia di Mrinal Sen  ·   India
- 1982: Dreszcze, regia di Wojciech Marczewski  ·   Polonia
- 1983: Hakkari'de Bir Mevsim, regia di Erden Kiral  ·   Turchia/ Germania Ovest
- 1984: Piccola sporca guerra (No habrá más penas ni olvido), regia di Héctor Olivera  ·   Argentina
- 1985: Szirmok, virágok, koszorúk, regia di László Lugossy  ·   Ungheria
- 1986: La messa è finita, regia di Nanni Moretti  ·   Italia
- 1987: Il mare e il veleno (Umi to dokuyaku), regia di Kei Kumai  ·   Giappone
- 1988: La commissaria (Komissar), regia di Aleksandr Askol'dov  ·   Unione Sovietica
- 1989: Wan zhong, regia di Wu Ziniu  ·   Cina

### Anni 1990
- 1990: Sindrome astenica (Asteničeskij sindrom), regia di Kira Muratova  ·   Unione Sovietica
- 1991
  - La condanna, regia di Marco Bellocchio  ·   Italia/ Francia/ Svizzera
  - Satana (Satan), regia di Viktor Aristov  ·   Unione Sovietica
- 1992: Dolce Emma, cara Bobe (Édes Emma, drága Böbe - vázlatok, aktok), regia di István Szabó  ·   Ungheria
- 1993: Il valzer del pesce freccia (Arizona Dream), regia di Emir Kusturica  ·   Stati Uniti/ Francia
- 1994: Fragola e cioccolato (Fresa y chocolate), regia di Tomás Gutiérrez Alea e Juan Carlos Tabío  ·   Cuba/ Messico/ Spagna/ Stati Uniti
- 1995[7]: Smoke, regia di Wayne Wang  ·   Germania/ Giappone/ Stati Uniti
- 1996: Passioni proibite (Lust och fägring stor), regia di Bo Widerberg  ·   Danimarca/ Svezia
- 1997: Il fiume (He liu), regia di Tsai Ming-liang  ·   Taiwan
- 1998: Sesso & potere (Wag the Dog), regia di Barry Levinson  ·   Stati Uniti
- 1999: Mifune - Dogma 3 (Mifunes sidste sang), regia di Søren Kragh-Jacobsen  ·   Danimarca/ Svezia

### Anni 2000
- 2000: La strada verso casa (Wǒde fùqīn mǔqīn), regia di Zhang Yimou  ·   Cina
- 2001: Le biciclette di Pechino (Shiqi sui de dabùn che), regia di Wang Xiaoshuai  ·   Francia/ Taiwan/ Cina
- 2002: Catastrofi d'amore (Halbe Treppe), regia di Andreas Dresen  ·   Germania
- 2003: Il ladro di orchidee (Adaptation.), regia di Spike Jonze  ·   Stati Uniti
- 2004: El abrazo partido - L'abbraccio perduto (El abrazo partido), regia di Daniel Burman  ·   Argentina/ Francia/ Italia/ Spagna
- 2005: Kong que, regia di Gu Changwei  ·   Cina
- 2006
  - Offside, regia di Jafar Panahi  ·   Iran
  - A Soap (En Soap), regia di Pernille Fischer Christensen  ·   Danimarca/ Svezia
- 2007: El otro, regia di Ariel Rotter  ·   Francia/ Argentina/ Germania
- 2008: Standard Operating Procedure - La verità dell'orrore (Standard Operating Procedure), regia di Errol Morris  ·   Stati Uniti
- 2009
  - Alle Anderen, regia di Maren Ade  ·   Germania
  - Gigante, regia di Adrián Biniez  ·  Uruguay / Argentina/ Germania/ Spagna/ Paesi Bassi

### Anni 2010
- 2010: Se voglio fischiare, fischio (Eu când vreau să fluier, fluier), regia di Florin Şerban  ·   Romania/ Svezia/ Germania
- 2011: Il cavallo di Torino (A torinói ló), regia di Béla Tarr e Ágnes Hranitzky  ·   Ungheria/ Francia/ Germania/ Svizzera/ Stati Uniti
- 2012: Just the Wind (Csak a szél), regia di Benedek Fliegauf  ·   Ungheria/ Germania/ Francia
- 2013: Epizoda u životu berača željeza, regia di Danis Tanović  ·   Bosnia ed Erzegovina/ Francia/ Slovenia/ Italia
- 2014: Grand Budapest Hotel (The Grand Budapest Hotel), regia di Wes Anderson  ·   Stati Uniti/ Germania
- 2015: Il club (El club), regia di Pablo Larraín  ·   Cile
- 2016: Death in Sarajevo (Smrt u Sarajevu), regia di Danis Tanović  ·   Francia/ Bosnia ed Erzegovina
- 2017: Félicité, regia di Alain Gomis  ·   Francia/ Belgio/ Senegal/ Germania/ Libano
- 2018: Un'altra vita - Mug (Twarz), regia di Małgorzata Szumowska  ·   Polonia
- 2019: Grazie a Dio (Grâce à Dieu), regia di François Ozon  ·   Francia

### Anni 2020
- 2020: Mai raramente a volte sempre (Never Rarely Sometimes Always), regia di Eliza Hittman  ·   Stati Uniti
- 2021: Il gioco del destino e della fantasia (Gūzen to sōzō), regia di Ryūsuke Hamaguchi  ·   Giappone
- 2022: Soseolgaui Yeonghwa, regia di Hong Sang-soo  ·   Corea del Sud
- 2023: Il cielo brucia (Roter Himmel), regia di Christian Petzold  ·   Germania
- 2024: Una viaggiatrice a Seoul (Yeohaengja-ui piryo), regia di Hong Sang-soo  ·   Corea del Sud
- 2025: O último azul di Gabriel Mascaro  ·   Brasile